# José Giovanni
José Giovanni, pseudoniem van Joseph Damiani, (Parijs, 22 juni 1923 - Lausanne, 24 april 2004) was een Frans schrijver, scenarist en filmregisseur. Hij werd tot Zwitser genaturaliseerd in 1986.

## Leven en werk

### Afkomst en jeugd
Joseph Damiani was van Corsicaanse afkomst. Zijn ouders waren welvarend, ze baatten twee grote hotels in Parijs uit. Joseph bracht er een onbezorgde en beschermde jeugd door. Zijn vader Barthélemy nam het niet zo nauw met de wet want hij bracht een illegaal speelhol onder in een van zijn hotels. Barthélemy liep verscheidene veroordelingen op waaronder een tot een jaar gevangenis voor oplichterij en het uitbaten van een speelhol. Zoon Joseph kende een ernstige studieloopbaan maar hij slaagde niet in zijn studie in de rechten.

### Collaboratie met de nazi's
In 1944 kwam Joseph via zijn oom en zijn oudere broer die lid was van de Milice française voor het eerst in aanraking met de Parijse onderwereld, inzonderheid met collaborerende gangsters. Hij kwam verder terecht in het vaarwater van de collaboratie door onder meer lid te worden van de Parti populaire français (PPF), een fascistische antisemitische politieke partij. In die tijd werd hij lijfwacht van een Duits functionaris, nam hij deel aan arrestaties van mensen die naar Duitsland werden gezonden om te werken en perste hij twee joodse handelaars af.

### Veroordeling en verlies van burgerrechten
Na de Bevrijding raakte hij eind mei 1945 betrokken bij drie brutale moorden waarbij hij samen met zijn medeplichtigen opereerde in het uniform van de militaire veiligheidsdienst met de bedoeling hun slachtoffers gemakkelijker te kunnen meenemen. Nadat de slachtoffers werden afgeperst en gefolterd werden ze vermoord. Begin juni 1945 werd Damiani aangehouden. Een jaar later werd hij veroordeeld tot een werkstraf van twintig jaar wegens zijn collaboratieactiviteiten. Zijn lidmaatschap van de PPF bracht het verlies van zijn burgerrechten met zich mee. Terwijl hij in de cel zijn assisenproces met betrekking tot zijn aandeel in de driedubbele moord afwachtte deed hij in 1947 een mislukte ontsnappingspoging, een feit dat tien jaar later de inspiratiebron voor zijn eerste roman Le Trou (1957) zou vormen. Na afloop van zijn proces werd hij ter dood veroordeeld. In 1949 verleende president Vincent Auriol hem gratie en werd zijn straf omgezet in een levenslange werkstraf. In 1949 liep Damiani eveneens een gevangenisstraf van tien jaar op voor het bestelen van joden. In 1951 genoot hij strafvermindering. In 1956 kwam hij na een detentieperiode van elf en een half jaar uiteindelijk op vrije voeten.

### Debuut als schrijver
Daarop schreef hij onder het pseudoniem 'José Giovanni' zijn eerste roman Le Trou. Zijn advocaat gaf het manuscript aan zijn vriend, de schrijver Roger Nimier. Die las het na en zorgde ervoor dat het werk buiten collectie kon verschijnen bij Gallimard. In 1958 nam Gallimarduitgever Marcel Duhamel Giovanni op in Série noire, zijn in 1945 opgestarte collectie van misdaadromans. Giovanni publiceerde er in één jaar tijd drie romans: Classe tous risques, L'Excommunié en Le Deuxième Souffle.

### Scenarist
Met die romans oogstte Giovanni heel wat succes. In 1958 raakte filmveteraan Jacques Becker geboeid tijdens de lectuur van Le Trou. Hij deed een beroep op Giovanni als technisch raadgever en als mede-scenarist voor de verfilming. Becker stelde Giovanni voor aan de jonge Claude Sautet die meteen diens derde roman Classe tous risques wilde verfilmen. Giovanni schreef weer mee aan het scenario. Zijn filmcarrière nam spoedig een hoge vlucht: in de jaren zestig schreef hij heel wat scenario's en dialogen voor films van onder meer Jacques Deray, Robert Enrico, Jean-Pierre Melville en Henri Verneuil. Vooral Les Grandes Gueules (1965), Les Aventuriers (1967) en Le Clan des Siciliens (1969) scheerden hoge toppen aan de Franse kassa.

### Filmregisseur
In 1967 debuteerde hij als cineast. In de jaren zeventig-tachtig kreeg hij het zo druk met het regisseren van films dat hij nog maar weinig tijd overhield voor zijn literair werk. Acteurs die zijn filmisch universum mee hielpen gestalte geven waren Lino Ventura, Alain Delon, Jean Gabin, Jean-Paul Belmondo en Michel Constantin. Commerciële hoogvliegers waren vooral Dernier Domicile connu  (1970), Deux hommes dans la ville (1973) en Le Ruffian (1983). In 1995 schreef hij Il avait dans le cœur des jardins introuvables, een autobiografische roman die de aandacht trok. Het werk was gewijd aan zijn vader. Hij verfilmde het in 2000 onder de titel Mon père, il m'a sauvé la vie, het werd zijn laatste film.

### Inspiratiebronnen
Voor de plot van zijn romans vond Giovanni de inspiratie meestal in zijn eigen ervaringen. Hij maakte echter, op een enkele uitzondering na (Mon ami le traître), geen enkele allusie op zijn verleden als collaborateur. Hij schreef 22 romans, meestal misdaadromans, waarin hij zich opwierp als de verheerlijker van de onderwereld en waarin mannenvriendschap, eer, trouw, verraad en wraak centraal stonden. Hij was ook de auteur van een autobiografie (Mes Grandes Gueules) en van 33 scenario's. Hij draaide 15 bioscoopfilms en 5 televisiefilms.
Damiani leefde vanaf 1968 tot zijn dood in Zwitserland in een dorp in de buurt van Chamonix. In 1984 werd hij gerehabiliteerd waardoor hij zijn burgerrechten terugkreeg. Hij overleed op 80-jarige leeftijd aan de gevolgen van een hersenbloeding.

## Literair werk

### Verschenen bij de Éditions Gallimard
- 1957: Le Trou
- 1958: Le Deuxième Souffle
- 1958: Classe tous risques
- 1958: L'Excommunié (verfilmd in 1961 onder de titel Un nommé La Rocca en in 1972 onder de titel La Scoumoune)
- 1959: Histoire de fou (verfilmd in 1975 onder de titel Le Gitan)
- 1960: Les Aventuriers (eerste deel verfilmd in 1967 onder dezelfde titel en tweede deel ook in 1967 onder de titel La Loi du survivant )
- 1962: Le Haut-Fer (verfilmd in 1965 onder de titel Les Grandes Gueules)
- 1964: Ho !
- 1964: Meurtre au sommet
- 1969: Les Ruffians (verfilmd in 1983 onder de titel Le Ruffian)
- 1977: Mon ami le traître
- 1978: Le Musher
- 1985: Le Tueur de dimanche

### Verschenen bij de Éditions Jean-Claude Lattès
- 1982: Les Loups entre eux
- 1984: Un vengeur est passé
- 1987: Tu boufferas ta cocarde

### Verschenen bij de Éditions Robert Laffont
- 1995: Il avait dans le cœur des jardins introuvables (verfilmd in 2000 onder de titel Mon père, il m'a sauvé la vie)
- 1997: La Mort du poisson rouge
- 1998: Le Prince sans étoile
- 1999: Chemins fauves

### Verschenen bij de Éditions du Rocher
- 2001: Les Gosses d'abord

### Verschenen bij de Éditions Fayard
- 2002: Mes grandes gueules (memoires)
- 2003: Comme un vol de vautours
- 2004: Le Pardon du grand Nord

## Film

### Scenarist en/of dialoogschrijver
- 1960 - Le Trou (Jacques Becker) (verfilming van zijn gelijknamige roman)
- 1960 - Classe tous risques (Claude Sautet) (verfilming van zijn gelijknamige roman)
- 1961 - Un nommé La Rocca (Jean Becker) (verfilming van zijn roman L'Excommunié)
- 1962 - Du rififi chez les femmes (Alex Joffé)
- 1963 - Symphonie pour un massacre (Jacques Deray)
- 1963 - Rififi à Tokyo (Jacques Deray)
- 1965 - L'Homme de Marrakech (Jacques Deray)
- 1965 - Les Grandes Gueules (Robert Enrico)
- 1966 - Avec la peau des autres (Jacques Deray)
- 1966 - L'Homme de Marrakech (Jacques Deray)
- 1966 - Le Deuxième Souffle (Jean-Pierre Melville) (verfilming van zijn gelijknamige roman)
- 1967 - Les Aventuriers (Robert Enrico) (verfilming van zijn gelijknamige roman)
- 1968 - Ho ! (Robert Enrico)
- 1969 - Le Clan des Siciliens (Henri Verneuil)
- 2007 - Le Deuxième Souffle (Alain Corneau) (tweede verfilming van zijn gelijknamige roman)
- 2014 - Two Men In Town (La Voie de l'ennemi)  (Rachid Bouchareb) (Amerikaanse remake van Deux hommes dans la ville)

### Regisseur (en scenarioschrijver)
- 1967 - La Loi du survivant (verfilming van zijn roman Les Aventuriers)
- 1968 - Le Rapace
- 1970 - Dernier Domicile connu
- 1971 - Un aller simple
- 1971 - Où est passé Tom ?
- 1972 - La Scoumoune (verfilming van zijn roman L'Excommunié)
- 1973 - Deux hommes dans la ville
- 1975 - Le Gitan (verfilming van zijn roman Histoire de fou)
- 1976 - Comme un boomerang
- 1979 - Les Égouts du paradis
- 1980 - Une robe noire pour un tueur
- 1983 - Le Ruffian (verfilming van zijn roman Les Ruffians)
- 1985 - Les Loups entre eux
- 1988 - Mon ami le traître
- 1991 - L'Irlandaise (enkel de regie van de televisiefilm)
- 2000 - Mon père, il m'a sauvé la vie (verfilming van zijn roman Il avait dans le cœur des jardins introuvables)

### Acteur
- 1963 - Symphonie pour un massacre (Jacques Deray)
- 2001 - La Repentie (Laetitia Masson)
- 2002 - Claude Sautet ou la Magie invisible (documentaire van Nguyen Trung Binh en Dominique Rabourdin)